# Međunarodna godina pustinja i dezertifikacije
Ujedinjeni narodi proglasili su 2006. godinu Međunarodnom godinom pustinja i dezertifikacije.
Izbor je pao na tu godinu zato što se 2006. obilježava deseta godišnjica stupanja na snagu "Sporazuma Ujedinjenih naroda o borbi protiv dezertifikacije".
Cilj je skretanje pažnje svjetske javnosti na pustinjska područja, a naročito na uznapredovalu dezertifikaciju u raznim područjima Zemlje.

## Vanjske poveznice
- International Year of Deserts and Desertification  Arhivirana inačica izvorne stranice od 16. lipnja 2012. (Wayback Machine)
- United Nations Observances